# Piz Rims
Piz Rims är en bergstopp i Schweiz.   Den ligger i regionen Engiadina Bassa/Val Müstair och kantonen Graubünden, i den östra delen av landet, 230 km öster om huvudstaden Bern. Toppen på Piz Rims är 3 067 meter över havet, eller 41 meter över den omgivande terrängen. Bredden vid basen är 0,16 km.
Terrängen runt Piz Rims är bergig åt sydväst, men åt nordost är den kuperad. Runt Piz Rims är det glesbefolkat, med 16 invånare per kvadratkilometer.. Närmaste större samhälle är Scuol, 10,1 km nordväst om Piz Rims. 
Trakten runt Piz Rims består i huvudsak av gräsmarker.